# Laskarina Bubulina
Laskarina Bubulina (en grec: Λασκαρίνα Μπουμπουλίνα, Constantinoble, 11 de maig de 1771 - illa d'Spetses, 22 de maig de 1825) va ser una comandanta naval i empresària, heroïna grega de la Guerra d'independència de Grècia el 1821.

## Primers anys
Era filla del capità Stavrianos Pinotsis, un arvanita d'Hydra, i la seva dona, Skevo Kokkini, descendent d'una família romana d'Orient. Els otomans van capturar Pinotsis per haver participat en la fallida Revolució d'Orlof, organitzada per Rússia contra la dominació de l'imperi turc. La seva dona va viatjar a Istanbul per demanar-ne l'alliberament i va tenir  Bubulina a la presó, mentre assistia el seu marit. El pare va morir, per la qual cosa mare i filla van tornar a l'illa de Hydra. Quatre anys més tard, quan la seva mare es va casar de nou, ara amb Demetrios Lazarou-Orlof, es van traslladar a l'illa d'Spetses. Bubulina tenia llavors vuit anys.
Es va casar dues vegades, primer amb Dimitrios Yiannouzas i més tard amb Dimitrios Bubulis, que va morir en una batalla contra els pirates algerians el 1811, de qui va adoptar el nom. Bubulina va heretar la fortuna del seu marit, que abastava diversos negocis comercials marítims i una flota que ella encara va ampliar; va construir quatre vaixells, inclòs un gran vaixell de guerra anomenat Agamemnon. Va tenir sis fills.
El 1816, els otomans van intentar confiscar les propietats de Bubulina ja que el seu marit havia format part de l'exèrcit rus contra els turcs en la Guerra russo-turca (1806-1812). Va anar a Istanbul per demanar protecció a l'ambaixador rus, el comte Pavel Strogonov, el qual, en reconeixement a l'ajuda prestada pel seu marit, la va enviar a Crimea, on estaria fora de perill. Tres mesos després, davant l'amenaça dels turcs de confiscar-li els vaixells, va tornar a Spetses, per entrevistar-se amb la mateixa mare del sultà Mahmut II i amb el tsar Alexandre I, aliat de Grècia.

## Suport al moviment independentista grec

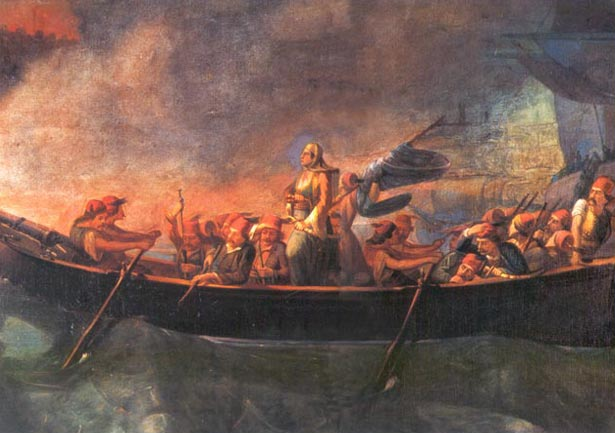
Bubulina atacant Nàuplia

Bubulina es va unir a l'organització Filiki Etaireia, una societat secreta creada per mercaders grecs que volien la independència de Grècia, i en la qual es diu que ella era l'única dona. Va comprar armes i municions i les subministrava des del seu port d'Spetses. També va reclutar un petit exèrcit, al qual subministrava queviures i municions, i va construir el seu vaixell Agamemnon el 1820; al març de 1821 va fer la seva pròpia bandera, inspirada en la de la dinastia romana d'Orient dels Comnens i la va issar al masteler del vaixell. El 3 d'abril els vaixells d'Spetses es van rebel·lar i es van unir amb altres flotes de les Illes gregues. Ella va sortir amb vuit vaixells, va aconseguir el bloqueig naval de Nàuplia i va liderar les tropes fins a la caiguda del fort, el 13 de novembre de 1822. Després va prendre part en un altre bloqueig i posterior captura de Monemvasia i Pilos.
Bubulina va aconseguir arribar a temps a la caiguda de Trípoli, l'11 de setembre de 1821. Després de la presa de les casernes i forts otomans, i va poder rescatar moltes dones gregues fetes presoneres que eren components de l'harem del sultà.

## Després de la independència

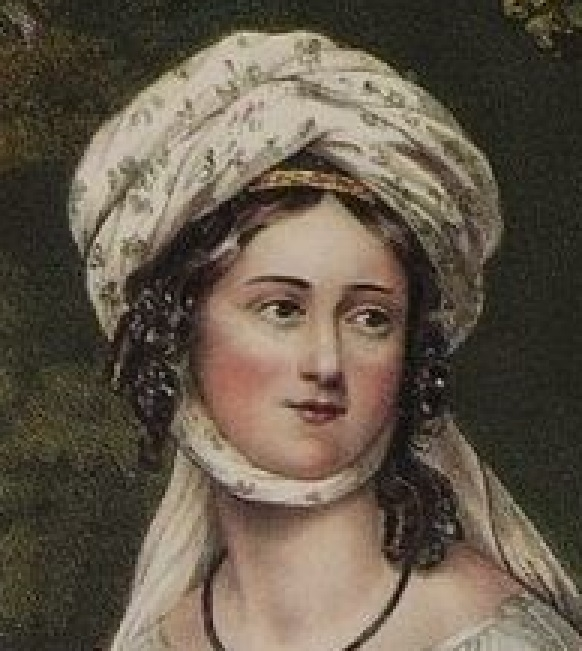
Laskarina Bubulina

Bubulina va ser arrestada en la guerra civil de 1824 a causa de la seva lluita al costat de Kolokotronis, acusada de traïdoria per donar suport a una aliança amb Rússia, i també amb  falses acusacions de bruixeria i heretgia pels seus oponents polítics illencs abans de ser finalment alliberada. Se li va permetre l'exili a Spetses, on va haver de viure en la misèria perquè la seva fortuna havia estat dilapidada en la guerra de la independència.

## Mort
Va ser assassinada a Spetses el 1825 a causa d'una venjança per part de la família de la seva jove, els Koutsis. El pare de la noia, Christodoulos Koutsis, i els seus homes van anar armats a buscar Bubulina a Spetses. Ella va sortir al balcó de casa seva per encarar-s'hi, però va rebre els trets d'un dels assaltants, que no arribaria a ser identificat.

## Llegat i memòria

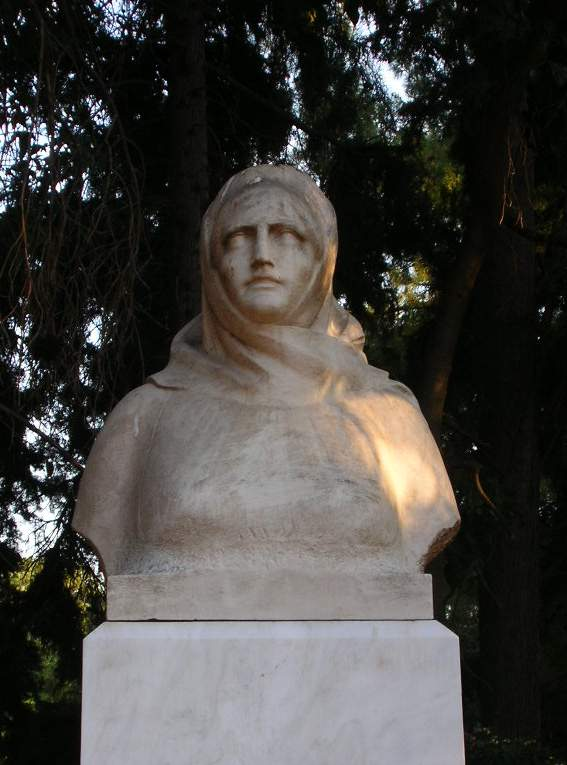
Estàtua de Bubulina a Atenes

Pocs dies després de la seva mort, una delegació russa li va lliurar el grau honorífic d'almirall de la marina russa atorgat pel tsar Alexandre I de Rússia, convertint-la potser en la primera dona de la història naval mundial que ostentava aquest títol. L'any 2018 se li va concedir el títol de contraalmirall de l'Armada Hel·lènica.
Descendents de Bubulina van donar a l'estat grec l'Agamemnon, que va ser incendiat en la base naval de Porus per Andreas Miaoulis durant la següent guerra civil, al 1831. A l'illa d'Spetses hi ha un museu dedicat a Bubulina, dirigit pel seu descendent Pavlos Demertzis-Bubulis. Al port d'aquesta illa també hi ha una estàtua, esculpida per Natalia Mela-Konstantinidou, en record seu, i alguns carrers de diverses ciutats de Grècia i Xipre porten el seu nom.
La pel·lícula grega Bouboulina, protagonitzada per Irene Papas en el paper protagonista es va estrenar el 1959, escrita i dirigida per Kostas Andritsos.